# Nemertesia dissimilis
Nemertesia dissimilis is een hydroïdpoliep uit de familie Plumulariidae. De poliep komt uit het geslacht Nemertesia. Nemertesia dissimilis werd in 1943 voor het eerst wetenschappelijk beschreven door Fraser. 